# بيشغون (بايين خيابان ليتكوة)
بیشغون (بالفارسية: پیشگون) هي قرية تقع في إيران في قسم بایین خیابان لیتکوة الريفي. يقدر عدد سكانها بـ 260 نسمة بحسب إحصاء 2016.